# Titularbistum Satala in Lydia
Satala in Lydia (ital.: Satala di Lidia) ist ein Titularbistum der römisch-katholischen Kirche. Es geht zurück auf das Bistum der antiken Stadt Satala in der kleinasiatischen Landschaft Lydien in der westlichen Türkei, das der Kirchenprovinz Sardes angehörte.
| Titularbischöfe von Satala in Lydia |                |                                  |                    |                  |
| Nr.                                 | Name           | Amt                              | von                | bis              |
| 1                                   | Nikodem Puzyna | Weihbischof in Vilnius (Litauen) | 26. September 1814 | 22. Oktober 1819 |